# Det glada 90-talet
Det glada 90-talet (engelska: The Nifty Nineties) är en amerikansk animerad kortfilm med Musse Pigg från 1941.

## Handling
Filmens handling utspelar sig under 1890-talet och Musse Pigg flörtar med Mimmi Pigg. Tillsammans går de på teater och träffar på vägen dit Kalle Anka och Långben med familjer.

## Om filmen
Filmen är den 113:e Musse Pigg-kortfilmen som producerades och den fjärde som lanserades år 1941.
I filmen förekommer två figurer som heter "Fred" och "Ward", och är baserade på animatörerna Fred Moore och Ward Kimball som också gör rösterna till figurerna.
Filmen hade svensk premiär den 27 juli 1942 på biograferna "Aveny" och "Lorry" i Stockholm och visades som förfilm till filmen Blådårar i farten (engelska: Call Out the Marines) med Victor McLaglen.

## Rollista (i urval)
- Walt Disney – Musse Pigg
- Thelma Boardman – Mimmi Pigg
- Fred Moore – Fred
- Ward Kimball – Ward
- Clarence Nash – Kalle Anka[6]